# Hana Rysová
Hana Rysová (* 8. června 1945 Praha) je česká fotografka.

## Život
Profesionálně fotografuje od roku 1964, v 70. letech dálkově vystudovala výtvarnou fotografii na FAMU u profesora Jána Šmoka, předtím i poté dělala řadu zaměstnání (např. pracovala jako fotoreportérka časopisu Rock & Pop).
Zabývá se především volnou fotografií. Spolupracovala s fotografem Karlem Plickou, později např. s Tomášem Halíkem, geologem Václavem Cílkem (mj. napsal text k jejím fotografiím skotských megalitů), sochařem Mojmírem Preclíkem (společná výstava v Malostranské besedě) nebo s písničkářem Janem Burianem.
Od roku 1974 uspořádala více než tři desítky samostatných výstav (doma a v Polsku), mj. vystavovala své snímky z cest (Skotsko, Indie).